# Tipitapa
Tipitapa là một khu tự quản thuộc tỉnh Managua, Nicaragua. Khu tự quản Tipitapa có diện tích 975 ki lô mét vuông. Đến thời điểm năm 2005, huyện Tipitapa có dân số 101685 người.